# Linda K. Kerber
Linda Kaufman Kerber (New York, 23 gennaio 1940) è una femminista americana, storica ed educatrice specializzata nello sviluppo della ideologia democratica e nella storia delle donne in America.

## Gioventù ed istruzione
Nata a Brooklyn, figlia di Harry Hagman e Dorothy Haber Kaufman, Kerber si è laureata alla Forest Hills High School nel Queens, New York, e nel 1960 ha sposato Richard Kerber. Nello stesso anno ha conseguito una laurea triennale al Barnard College e l'anno dopo una laurea magistrale presso la New York University. Nel 1968 consegue un dottorato di ricerca presso la Columbia University sotto la supervisione di Richard Hofstadter.

## Carriera
Nel 1971 Kerber è entrata a far parte della facoltà presso University of Iowa ed è attualmente professore di May Brodbeck in Arti e Scienze Liberali e docente presso il College of Law.
Nel 1970 Kerber ha pubblicato il suo primo libro, Federalists in Dissent: Imagery and Ideology in Jeffersonian America. Fu una delle prime storiche a interpretare la storia dei primi Stati Uniti attraverso la lente della storia delle donne. Nel 1980 ha pubblicato Women of the Republic: Intellect and Ideology in Revolutionary America. Nel 1998 ha pubblicato No Constitutional Right to be Ladies: Women and the Obligations of Citizenship, una storia politica delle donne e della legge che attraversa la storia degli Stati Uniti dall'inizio della Repubblica fino alla fine del ventesimo secolo. Ha anche pubblicato saggi e libri sul femminismo e la storia e sulla storia intellettuale delle donne. 
Dall'inizio della sua carriera, ispirata dal movimento delle donne, Kerber ha svolto un ruolo attivo nel migliorare lo status delle donne nella professione storica. Uno dei primi membri della Berkshire Conference of Women Historians, iniziò a partecipare alle riunioni del neocostituito comitato di coordinamento delle donne nella professione storica. All'inizio degli anni '70, quando l'American Historical Association nominò un Committee on Women Historians per fornire raccomandazioni su come migliorare le posizioni professionali delle donne, fu tra i suoi primi membri e ne servì anche come presidente.
Nel 1988 Kerber è stata nominata presidente dell'American Studies Association, tra 1996-97 dell'Organization of American Historians e nel 2006 dell'American Historical Association. Inoltre, è stata una docente del Harold Vyvyan Harmsworth Visiting Professor of American History all'Oxford University nel 2006-2007.
Ha ricevuto due premi dall'American Historical Association: il Littleton-Griswold Prize per il miglior libro nella storia giuridica degli Stati Uniti e il Joan Kelly Memorial Prize per il miglior libro nella storia delle donne.
Inoltre, ha ricevuto diverse borse di studio tra cui per ben tre volte quella dal National Endowment for the Humanities, National Humanities Center, The John Simon Guggenheim Memorial Foundation e dal Radcliffe Institute for Advanced Study. È membro eletto e fa parte del Consiglio dell'American Philosophical Society, dell'American Academy of Arts and Sciences, e del Rothermere American Institute, Università di Oxford.                                                                                                                               Kerber fa parte del comitato consultivo internazionale della rivista accademica femminista Signs.

## Opere
- Federalists in Dissent: Imagery and Ideology in Jeffersonian America (Cornell University Press, 1970, ristampa, 1980), leggi online
- Women of the Republic: Intellect and Ideology in Revolutionary America (University of North Carolina Press per Institute for Early American History and Culture, 1980, e successive ristampe), leggi online
- Women's America: Refocusing the Past (con Jane Sherron De Hart) (Oxford University Press, 1995; sesta edizione, 2004), leggi online
- U.S. History as Women's History: New Feminist Essays (University of Carolina Press, 1995) (con Alice Kessler-Harris e Kathryn Kish Sklar), leggi online
- Toward an Intellectual History of Women: Essays by Linda K. Kerber (University of North Carolina Press, 1997), leggi online
- No Constitutional Right to be Ladies: Women and the Obligations of Citizenship (New York: Hill and Wang, divisione di Farrar, Straus & Giroux, 1998 e successive ristampe), leggi online